# Anarchistyczny Czarny Krzyż
Anarchistyczny Czarny Krzyż (ACK) – międzynarodowa organizacja pomocy więźniom politycznym oraz osobom represjonowanym za działalność antyrządową, antyautorytarną, bądź polityczno-społeczną. ACK jest również częścią Ruchu na rzecz obalenia więzień.
Organizacja ta zrzesza wolontariuszy i prawników, organizując dla poszkodowanych pomoc prawną i materialną, dostarcza im także m.in. literaturę zaangażowaną politycznie (zwłaszcza związaną z ruchem anarchistycznym).

## Anarchistyczny Czarny Krzyż na świecie

Symbol ACK - odwrócony krzyż z pięścią

### Początki
Historia ACK sięga czasów politycznych zawirowań w carskiej Rosji w XIX wieku. W latach 60. XIX wieku zaczął narastać masowy ruch rewolucyjny inspirowany ideami Michaiła Bakunina i Karola Marksa. W odpowiedzi na początkowo pokojową propagandę prowadzoną przez kółka rewolucyjne, carski aparat państwowy rozpoczął masowe represje. Wraz ze wzrostem politycznej opozycji wobec cara, wielu anarchistów, socjalistów i rewolucjonistów płaciło za swoją działalność uwięzieniem, wygnaniem, zsyłką lub śmiercią. Warunki więzienne były bardzo ciężkie, a ludzie uwięzieni z powodów politycznych spotykali się z okrutnym traktowaniem.
Właśnie wtedy założono organizację Polityczny Czerwony Krzyż, która swoją nazwą nawiązywała do powstałego w 1863 w Genewie humanitarnego stowarzyszenia Czerwony Krzyż. Głównym zadaniem, jaki postawił sobie Polityczny Czerwony Krzyż, była pomoc dla więźniów politycznych trzymanych w carskich więzieniach, obozach pracy i miejscach zsyłki. Organizacja wielokrotnie uczestniczyła w przeprowadzaniu zorganizowanych ucieczek z więzień i miejsc zsyłki. To właśnie członkowie tej organizacji wraz z przyjaciółmi umożliwili Piotrowi Kropotkinowi ucieczkę ze szpitala więziennego w 1876 r.

### Wykluczenie anarchistów z Politycznego Czerwonego Krzyża
Polityczny Czerwony Krzyż był w założeniach organizacją bezstronną, mającą pomagać wszystkim więźniom-rewolucjonistom bez względu na przynależność ideologiczną. Jednakże w początkach XX wieku kontrolę nad Politycznym Czerwonym Krzyżem zaczęła przejmować, odwołująca się do marksizmu, Socjaldemokratyczna Partia Robotnicza Rosji (SDPRR). Pomoc dla uwięzionych anarchistów i innych więźniów politycznych niezwiązanych z Partią szybko zaczęła zanikać. Anarchiści początkowo byli nieświadomi tego, iż fundusze przekazywane na Polityczny Czerwony Krzyż nie docierały do ich uwięzionych towarzyszy. Jednakże wkrótce jasnym stało się, że jedyną drogą, aby uwięzieni anarchiści otrzymywali pomoc, jest powołanie przez anarchistyczną społeczność swojej własnej organizacji pomocy. W ten sposób powstał Anarchistyczny Czerwony Krzyż (ACzK).

### Utworzenie Anarchistycznego Czerwonego Krzyża
Ścisła data utworzenia Anarchistycznego Czerwonego Krzyża jest trudna do określenia. Rudolf Rocker przypuszcza, że organizacja została powołana do życia w okresie pomiędzy 1900 a 1905 rokiem. Wiadomo jednak, że powstała ona w Londynie podczas spotkania rosyjskich emigrantów-anarchistów ze skarbniczką Partii Socjalistów-Rewolucjonistów Wierą Figner. Jedną z ważniejszych decyzji, które zostały przyjęte przez wszystkich obecnych na spotkaniu, było to, że nowa organizacja pomocy uwięzionym będzie wspierać zarówno anarchistów, jak i rewolucyjnych socjalistów przebywających w więzieniach i wygnaniu.

### Rozwój ACzK
Szybki rozwój ACzK należy przypisać masowym aresztowaniom rewolucjonistów, które były odpowiedzią cara na rewolucję 1905 roku. W 1906 roku organizacja posiadała swoje grupy w Kijowie, Odessie, Białymstoku i kilku innych miastach. Z powodu represji wiele osób próbowało zbiec z kraju, a ci, którym się to udało, byli pierwszymi aktywistami którzy rozpoczęli organizować ACzK poza granicami Rosji.

### Grupa londyńska
Pierwszą grupą ACzK działającą poza Rosją była grupa londyńska, utworzona w 1907 roku. Grupa ta stała się najważniejszą grupą ACzK w Europie. Zbierała ona fundusze od innych europejskich grup i przesyłała je do Rosji. W grupie londyńskiej uczestniczyli m.in. Piotr Kropotkin, Aleksander Shapiro i Rudolf Rocker.
W roku następnym założona została pierwsza grupa ACzK w Ameryce Północnej – grupa nowojorska. Wkrótce powstały kolejne grupy, m.in. w Chicago, Filadelfii, Brownsville, Detroit i Baltimore.

### ACzK i rewolucja rosyjska 1917
Wraz z wybuchem rewolucji rosyjskiej w 1917 roku ACzK, w związku z informacjami, że wszyscy więźniowie polityczni w Rosji zostali zwolnieni z więzień, zawiesił działalność. Członkowie ACzK wracali do Rosji, aby uczestniczyć w rewolucji. Zostali oni gorąco powitani przez więźniów, których niegdyś wspierali. Nie minęło jednak wiele czasu, a rosyjskie więzienia na nowo zaczęły zapełniać się więźniami politycznymi, tym razem aresztowanymi przez nowy rosyjski reżim – bolszewików. Wraz z utworzeniem nowej dyktatury w Rosji, ACzK został zmuszony do reorganizacji.
W 1919 organizacja zmieniła nazwę na Anarchistyczny Czarny Krzyż (ACK). Nazwę zmieniono, aby uniknąć zamieszania, ponieważ w tamtym okresie, w związku z toczącą się w Rosji wojną domową, działały tam takie organizacje jak Międzynarodowy Czerwony Krzyż, czy Polityczny Czerwony Krzyż.
Na Ukrainie Czarny Krzyż organizował oddziały obronne, które następnie wchodziły w skład armii Machno. Zadaniem tych oddziałów była obrona miast i wsi, a także organizowanie oporu wobec najazdów Kozaków, Białej Armii i Armii Czerwonej. Wielu członków tych oddziałów uczestniczyło uprzednio w Konfederacji Nabat na Ukrainie lub w grupach ACK w Stanach Zjednoczonych. Wspierany był materialnie przez rosyjskich anarchistów, którzy wyemigrowali wcześniej do USA.
Z powodu swej działalności członkowie ACK doświadczali stałych szykan ze strony bolszewickiego rządu. Pomiędzy 1924 i 1925 rokiem organizacja w Rosji została zdelegalizowana i rozbita. Członkowie zostali aresztowani; część zamordowali bolszewicy, a część ze – względu na międzynarodową kampanię protestu – zostaje zwolniona z więzień i deportowana.

### Działania ACK w Europie
Działacze, którym po zwolnieniu z więzienia udało się wyjechać z Rosji, zorganizowali w Berlinie spotkanie, na którym zreorganizowano ACK. Organizacja kontynuowała swoją działalność w Berlinie przez kilka lat, później przeniosła się kolejno do Holandii i Paryża. Wznowiono działalność ACK w USA, by organizować pomoc dla anarchistów ciągle przebywających w rosyjskich więzieniach. Od 1936 roku kontakty z więźniami zaczęły słabnąć, by wreszcie urwać się zupełnie w roku 1940. Większość, jeśli nie wszyscy, uwięzieni anarchiści zostali zamordowani podczas stalinowskich czystek.
Działalność ACK zmalała w czasie Wielkiego Kryzysu w latach 30. XX wieku.
W 1936 r. wybuchła wojna domowa w Hiszpanii, a trzy lata później II wojna światowa. ACK organizował pomoc zarówno dla uciekających przed frankistowską dyktaturą generała Franco, jak i dla ludzi aresztowanych w związku z działalnością ruchu oporu w całej Europie.

### Podczas II wojny światowej
W 1939 większość grup w Europie i USA nie była w stanie sprostać zapotrzebowaniu na ich pomoc i ich działania zostały zawieszone. Grupy, które pozostały aktywne, kontynuowały pomoc dla więźniów pod innymi nazwami przez prawie dwie następne dekady. Były to m.in.: Zjednoczony Komitet na Rzecz Obrony Uwięzionych Rewolucjonistów w Rosji, Społeczność Wspierająca Anarchistycznych Więźniów w Rosji, Fundusz Pomocy Międzynarodowego Stowarzyszenia Ludzi Pracujących, Chicagowski Fundusz Pomocy i Fundusz Pomocy im. Aleksandra Berkmana. Wszystkie te organizacje można uznać za grupy kontynuujące pracę ACK.
Anarchiści próbowali zawiązać sojusz z pomocowymi organizacjami socjaldemokratycznymi. Podczas II wojny światowej istniał min. Żydowski Komitet Pracy, zrzeszający Żydów, którzy nie chcieli uciekać przed reżimem narodowo socjalistycznym i opuszczać Europy. Socjaldemokraci odmówili współorganizowania wraz z ACK pomocy dla anarchistów, co spowodowało śmierć setek żydowskich anarchistów w nazistowskich obozach koncentracyjnych.
Do końca wojny tylko niektóre grupy pozostały aktywne. Fundusz Pomocy im. Aleksandra Berkmana w Chicago, jedna z niewielu grup, które były w stanie organizować realne akcje pomocy, odnowił gałąź paryską, dokąd wysyłane były paczki dla anarchistów potrzebujących funduszy i wsparcia. Pomoc taka funkcjonowała przez wiele lat, ale wskutek niedostatku wsparcia dla ich pracy, grupa nie była w stanie kontynuować swojej działalności po 1958 roku.

### Reaktywacja ACK
W 1967 roku grupa ACK zawiązana została w Londynie, gdzie początkowo organizowano pomoc dla uwięzionych członków hiszpańskiego ruchu oporu. Londyński ACK zaczął promować założenia Czarnego Krzyża; podczas Międzynarodowej Konferencji Anarchistycznej w Carrara w 1968 r. reaktywowano i założono nowe grupy w Europie, USA i Australii.
Odnowiona organizacja stała się natychmiast celem ataku państwowego aparatu represji. W wielu krajach członkowie ACK byli inwigilowani przez policję, aresztowani, a czasem nawet mordowani.
Jeden z założycieli londyńskiego ACK, Stuart Christie, kilka lat spędził w więzieniu oskarżony o przynależność do Angry Brigade – nielegalnej grupy działającej w Wielkiej Brytanii w latach 70. W końcu został oczyszczony z wszelkich zarzutów i zwolniony.

### Zamordowanie G. Pinellego

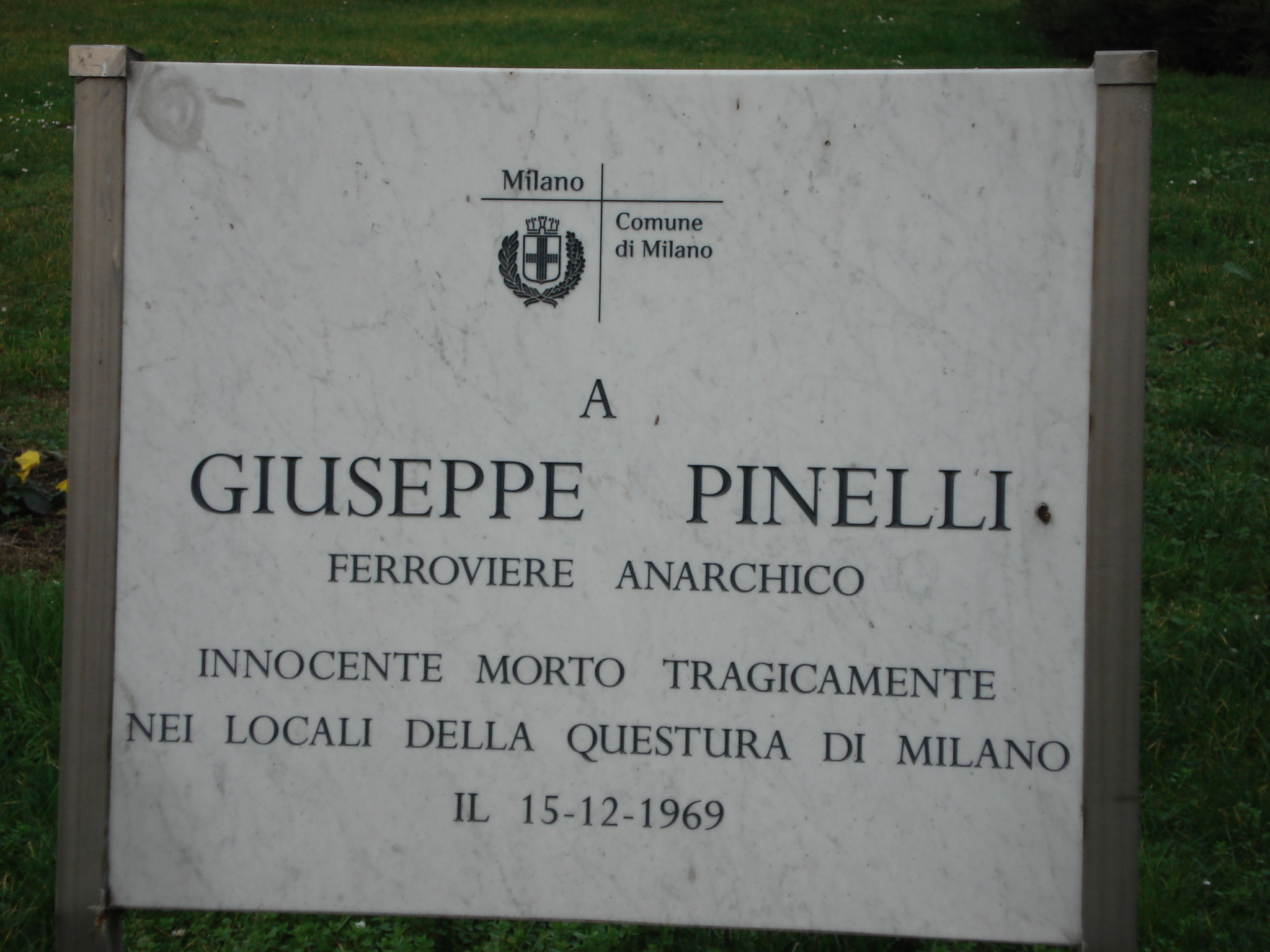
Tablica poświęcona śmierci Giuseppe Pinelliego w Mediolanie

12 grudnia 1969 roku Giuseppe Pinelli, członek włoskiego ACK (grupa mediolańska) został aresztowany w związku z zamachem bombowym na Piazza Fontana w Mediolanie (zginęło 16 osób). Przez trzy dni Pinelli był przesłuchiwany przez mediolańską policję bez dostępu do adwokata i orzeczenia sądu. Trzeciego dnia, 15 grudnia, kilka minut po północy, Pinelli został wyrzucony z okna, z czwartego piętra komisariatu policji. Twierdzono, że Pinelli przyznał się do stawianych mu zarzutów, a później popełnił samobójstwo wyskakując z okna. Pinelli i inny anarchista – Pietro Valpreda, byli oskarżeni o podkładanie ładunków wybuchowych. W 2001 roku za zamach na Piazza Fontana skazano 3 członków organizacji neofaszystowskiej. Jeden ze skazanych był również współpracownikiem włoskich służb specjalnych i CIA, a sam zamach były częścią tzw. „strategii napięcia”, która miała nie dopuścić do przejęcia władzy przez Partię Komunistyczną.
Pinelli krótko przed swoją śmiercią prowadził prywatne dochodzenie w sprawie planowanego faszystowskiego zamachu stanu.

### Śmierć G. von Raucha i T. Weissbeckera
4 grudnia 1971 roku, Georg von Rauch, sekretarz ACK w Niemczech, został zastrzelony przez policję. Podczas próby aresztowania, doszło do wymiany ognia pomiędzy oficerem policji i von Rauchem, który został postrzelony i zmarł. Kilka miesięcy później augsburska policja, prowadząca śledztwo w sprawie dwóch znanych radykałów, podczas próby aresztowania, zastrzeliła jednego z zatrzymanych – Thomasa Weissbeckera. Weissbecker także był członkiem niemieckiego ACK. Obaj (von Rauch i Weissbecker) byli członkami „Ruchu 2 Czerwca”.
Napad na Bank Irlandzki
W połowie lat siedemdziesiątych, członkowie irlandzkiego ACK, Noel i Marie Murray, wzięło udział w kilku zbrojnych akcjach na terenie Dublina. We wrześniu 1975 roku, w czasie napadu na Bank Irlandzki w Killester, Marie Murray podczas pościgu zastrzeliła policjanta, niebędącego na służbie, który próbował interweniować. Noel i Marie zostali skazani na śmierć, ale wyrok został później złagodzony.

### Projekt sieci ACK
W 1979 roku, anarchistyczny więzień polityczny w USA, Lorenzo Komboa Ervin, opublikował „Zarys Projektu sieci ACK” z nadzieją, że pomoże on zbudować ruch, który wspierałby anarchistycznych więźniów politycznych. Wierzył, że ACK powinien być zjednoczonym masowym ruchem, a nie indywidualnymi kolektywami. Projekt Ervina został zaakceptowany przez część grup, co spowodowało rozwój ACK w latach 80. i 90. Mimo to stworzenie spójnej sieci nie powiodło się – taki rodzaj organizacji nigdy nie objął wszystkich grup ACK.
W roku 1989 w ramach sieci ACK założono „Sieć Reagowania w Nagłych Wypadkach” (ERN). Organizacja ta miała reagować na wyroki śmierci, strajki głodowe, tortury i morderstwa anarchistów lub społeczności, z którymi grupy ACK współpracowały. Mobilizacja ERN oznaczała, że grupy ACK oraz inne stowarzyszone organizacje z całego świata, miały podejmować wszelkie możliwe akcje protestacyjne w ciągu 48 godzin od czasu zaalarmowania sieci. Sieć ERN nie rozpoczęła faktycznej działalności i przestała istnieć.
Lata 90. XX wieku, nadal nie przyniosły poprawy skuteczności działań w skali międzynarodowej. Grupy ACK pracowały na wielu różnych płaszczyznach, we znaki dawał się brak wspólnych celów i tendencji do zjednoczenia. Skutkowało to słabym wsparciem dla więźniów politycznych, którzy znaleźli się w systemie więziennym. W 1994 roku na międzynarodowej konferencji ACK dyskutowano o sprawach dotyczących pomocy uwięzionym i jeszcze raz próbowano powołać do życia ERN.

### ABCF w USA
W 1995 r. cztery grupy ACK z USA stworzyły „ABC Federation” (były to grupy: New Jersey, Bronx, Washington DC, Brew City). Inne grupy szybko włączyły się w federację, ale już rok później nastąpił rozłam w ABCF spowodowany niezgodą co do celów i sposobów ich realizacji. Grupy opuszczające ABCF szybko utworzyły swoją własną organizację ABCC (Anarchist Black Cross Confederation), ale funkcjonowała ona tylko przez kilka lat. ABCF ciągle funkcjonuje i ma zamiar rozwijać swoją działalność w przyszłości.
Powstały także inne sieci, takie jak „Zburzyć ściany”, która działała sprawnie przez kilka lat, ale rozpadła się pomiędzy 1998 i 1999 rokiem. Pozostałości po tej sieci cały czas funkcjonują jako „Zburzyć ściany” w Seattle i Waszyngtonie. Powstały także grupy ACK zrzeszone w ABC Network w Teksasie.

## ACK w Polsce

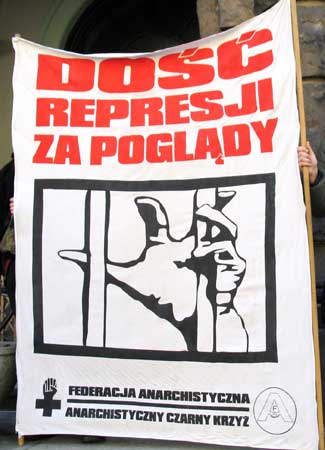
Pikieta poznańskiego ACK pod Sądem Rejonowym

Kwestia powołania ACK w Polsce pojawiał się raz po raz w historii współczesnego ruchu anarchistycznego. Represje wobec działaczy jakie się nasiliły w połowie lat 90. XX wieku i problemy wynikające ze słabej organizacji pomocy finansowej i prawnej uwięzionym, wymusiły stworzenie silnego i stabilnego zaplecza. Od 1994 roku podejmowano działania antyrepresyjne, w trakcie których używano już nazwy ACK. Jednak dopiero w maju 1996 r. zawiązała się ogólnopolska sieć Anarchistycznego Czarnego Krzyża, która istniała do 2003 roku.

### Organizacja ACK w Polsce
Ogólnopolska sieć Anarchistyczny Czarny Krzyż składała się z autonomicznych, lokalnych grup i osób, przepływ informacji miało koordynować Biuro ACK, które wydawało biuletyn, rozsyłało informacje, utrzymywało stałe kontakty z poszczególnymi grupami oraz zagranicą. Co jakiś czas odbywał się zjazd przedstawicieli wszystkich grup.
Działalność ACK polegała głównie na pomocy w poszukiwaniu adwokata, finansowej, nagłaśnianiu aresztowań, organizowaniu demonstracji, konferencji prasowych, petycji, organizowaniu poręczeń dla aresztowanych, udzielaniu porad.
Na liście ośrodków sieci polskiego ACK w 1996 r. widniały grupy z Warszawy, Opola, Poznania, Zielonej Góry, Dąbrowy Górniczej, Słupska, Bogatyni, Trójmiasta i Krakowa. W 1997 roku do sieci dołączyły grupy z Wrocławia, Wodzisławia i Ciechanowca. W następnych latach w sieci ACK uczestniczyły także grupy z Koszalina, Radomia, Torunia, Bydgoszczy, Gliwic, Płocka, Krosna, Łodzi, Lublina.
Jednakże tylko niektóre z wymienionych ośrodków podejmowały aktywność związaną z działaniami ACK, część rozpadła się w kolejnych latach. W 2003 roku na liście ośrodków ACK widniały adresy grup z: Poznania, Łodzi, Trójmiasta, Wrocławia i Warszawy.
Ogólnopolskie Biuro Informacyjne ACK mieściło się w latach 1996–1997 w Krakowie, oraz od 1997 do 2003 roku w Poznaniu.

### Biuletyn ACK

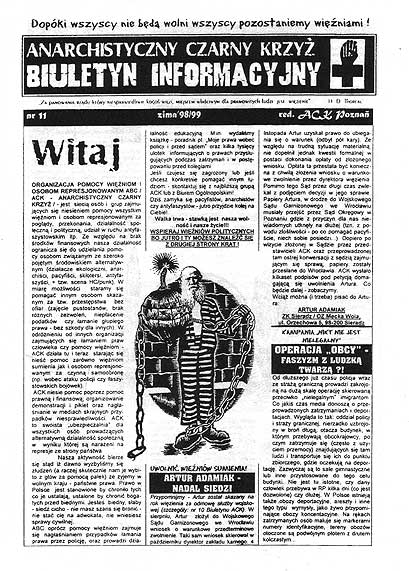
Okładka jednego z Biuletynów Informacyjnych

Jednym z ważniejszych działań informacyjno-edukacyjnych ACK była publikacja Biuletynów Informacyjnych ACK. Pierwszy numer ukazał się w lipcu 1996 r. W latach 1996–2003 ukazały się 22 numery pisma oraz kilka numerów specjalnych i angielskojęzycznych. Tematykę poruszaną na łamach pisma stanowiły działania policji i agend rządowych wobec działaczy społecznych i anarchistycznych na całym świecie, informacje dot. więźniów i więzień, raporty itp.
Redakcja biuletynu mieściła się kolejno w Słupsku (nr 1), Opolu (nr 2-3), Poznaniu (nr 4-16) i Warszawie (nr 17-22). Wydawanie Biuletynu zostało wznowione w 2006 r.
ACK wydawało także cyklicznie ulotki dotyczące postępowania w kontaktach z policją i sądami. W 1996 r. ACK Poznań opublikowało także książkę „Moje prawa wobec policji i przed sądem”.

### ACK Życie
W 1999 roku z inicjatywy grupy poznańskiej powołane zostało Wolnościowe Towarzystwo Ubezpieczeń Wzajemnych – ACK Życie, którego zadaniem jest odciążenie napiętego budżetu ACK. W odróżnieniu od „zwykłego” ACK, różni się ono tym, że pomoc (pokrycie kosztów obsługi prawnej i sądowej) przysługuje tylko osobom ubezpieczonym. ACK Życie było inicjatywą autonomiczną wobec sieci ACK i istnieje nieprzerwanie do dzisiaj.

### Zakończenie działalności sieci ACK w Polsce
W roku 2003 działalność sieci ACK została praktycznie zakończona. Na skutek spadku zainteresowania działaniami ACK, na ogólnopolskie konto przestały wpływać środki na pomoc dla represjonowanych, coraz mniejsza była także aktywność ośrodków wchodzących w skład sieci. Nie nastąpił „oficjalny” rozpad sieci, jednak w praktyce zakończyła ona działalność. Aktywne ośrodki ACK funkcjonowały nadal, jednak już nie w ramach sieci.

### ACK w latach 2003–2006
W latach 03–06 działania wchodzące w zakres zainteresowania ACK były kontynuowane w ośrodkach lokalnych określających się jako ACK (np. ACK Poznań, ACK Białystok), a także grupach Federacji Anarchistycznej. Cały czas działała ubezpieczalnia ACK Życie, w praktyce przybrała ona także bardziej lokalny charakter.

### Próba odnowienia sieci ACK
W maju 2006 roku w Warszawie, z inicjatywy XXXI zjazdu Federacji Anarchistycznej, odbyło się spotkanie ośrodków zainteresowanych odnowieniem sieci ACK w Polsce. W spotkaniu uczestniczyły ośrodki anarchistyczne z Warszawy, Poznania, Łodzi, Białegostoku i Przasnysza.